# Dirka po Sloveniji 2002
Dirka po Sloveniji 2002 je bila deveta izvedba Dirke po Sloveniji. To je bila etapna dirka UCI kategorije 2.5, ki je potekala od 7. do 12. maja 2002, v skupni dolžini 1.029 km.
Zmagal je Faat Zahirov (Mapei-Quick), drugi Dean Podgornik in tretji Hannes Hempel.
Jevgenij Petrov je zmagal po točkah (modra), Dean Podgornik na gorskih ciljih (pikčasta), Hannes Hempel na letečih ciljih (zelena), najboljši mladi kolesar Patrik Sinkewitz (bela) in ekipno Mapei–Quick-Step.

## Ekipe
Dirko je začelo 98 kolesarjev iz 14 ekip, od tega jo je končalo 73 kolesarjev.

### Profesionalni klubi
- Perutnina Ptuj-KRKA-Telekom Slovenije (TT2)
- Mapei–Quick-Step (TT3)
- iTeamNova.com (TT3)
- Saturn Cycling Team (TT3)
- Team Gericom Bikedrive (TT3)
- Volksbank-Ideal (TT3)
- Van Hemert Groep Cycling Team (TT3)
- LTA - Quattro Logistics (TT3)
- AC Sparta Praha (TT3)
V oklepaju kategorija ekip (TT=trade team)

### Amaterski klubi
- Rog Ljubljana
- HiT Casino
- Sava Kranj
- Krka Telekom
- Perutnina Ptuj (mladi)

## Potek
Pred in med sezono je imel organizator KK Krka Telekom finančne težave. Mesec pred začetkom direktorja Mirka Fifolta, zamenjala Franc Hvasi in Branko Filip. Trasa je zelo podobna iz 2001. V tretji etapi krononometer na Roglo zamenjajo za okolico Ptuja in šesto etapo podaljšali do Kranja, v četrti etapa prestavljan štart (iz Maribora v Slovensko Bistrico).
Ekipa Perutnina Ptuj-Krka Telekom je s 34-letnima Valterjem Bolčo ciljala na skupno zmago, pri Savi Hrvoje Miholjević. Druge slovenske ekipe so imele cilj v razvrstitvi do 23. let. Drugič startala ekipa Mapei-Quick Step Espoirs s talentirami kolesarji kot Jevgenij Petrov, špirnteja Pozzato, Clerc, skupaj do po Slovenije zbrala 24 zmag. 

#### 1. etapa
Prva etapa se je končala šprintom glavnine. Najboljši je bil Aurélien Clerc (Mapei), ki je zmagal etapo pred Mervarjem (PP-KT) in Podgornikom (Hit Casino).

#### 2. in 3. etapa
Drugi dan na sporedu dve etapi. V dopoldanski uspel pobeg dvojici, v katerem na koncu v šprintu zmagal Marko Žepič (Sava) in prevzel rumeno majico (prvič za ekipo Sava na dirki). Na popoldanskem kronometru je bil najhitrejši Podgornik, drugi Jevgenij Petrov in tretji Jure Zrimšek. 

#### 4. etapa
Četrta etapa z dvema vzponoma (Črnivec, Čenturška Gora) končala s skupinskim šprintom v katerem zmagal 20-letni Fillipo Pozzato (Mapei), drugi Podgornik in tretji Richard Faltus (Sparta Praha). 

#### 5. etapa
Napovedana odločilna, najtežja peta etapa z vzponi na Col, Predmejo je to tudi postala. Zmagal je Petrov, ki je odločilni skok naredil 22 km pred ciljem, sledili so mu Hannes Hempel, Massimo de Marin in Jure Golčer, ki so istočano prišli v cilj. Petrov je imel 38s prednosti pred Podgornikom, tretji Hempel zaostajal 59s.

#### 6. etapa
Etapa čez Vršič ni bila odločilna. V šprintu je zmagal Boštjan Mervar, drugi Podgornik, tretji Damon Kluck (Saturn). 

#### 7. etapa
Zadnja etapa končala v šprintu. Drugič na dirki je zmagal Pozzato, drugi Mauro Gerolimon in tretji Boštjan Mervar. Mapei uspešno ubranil rumeno majico.
Najboljši Slovenec je bil na drugem mestu Dean Podgornik, ki se je izkazal z napadalno vožnjo in branjenjem rumene majice.

## Trasa in etape
| Etapa  | Datum   | Trasa                          | Dolžina  | Disciplina | Disciplina      | Zmagovalec      |
| ------ | ------- | ------------------------------ | -------- | ---------- | --------------- | --------------- |
| 1      | 7. maj  | Čatež – Beltinci               | 190 km   |            | ravninska etapa | Aurélien Clerc  |
| 2      | 8. maj  | Radenci – Ptuj                 | 120 km   |            | ravninska etapa | Marko Žepič     |
| 3      | 8. maj  | Ptuj – Gomilci – Ptuj          | 13 km    |            | kronometer      | Dean Podgornik  |
| 4      | 9. maj  | Slovenska Bistrica – Ljubljana | 161 km   |            | hribovska etapa | Filippo Pozzato |
| 5      | 10. maj | Ivančna Gorica – Ajdovščina    | 175 km   |            | gorska etapa    | Jevgenij Petrov |
| 6      | 11. maj | Nova Gorica – Vršič – Kranj    | 182 km   |            | gorska etapa    | Boštjan Mervar  |
| 7      | 12. maj | Ribnica – Novo mesto           | 178 km   |            | ravninska etapa | Filippo Pozzato |
| Skupno | Skupno  | 1.029 km                       | 1.029 km | 1.029 km   | 1.029 km        | 1.029 km        |

## Razvrstitev vodilnih
| Etapa          | Zmagovalec      | Skupno          | Po točkah       | Gorski cilji   | Mladi kolesarji  | Leteči cilji  | Ekipno           |
| -------------- | --------------- | --------------- | --------------- | -------------- | ---------------- | ------------- | ---------------- |
| 1              | Aurélien Clerc  | Aurélien Clerc  | Boštjan Mervar  | Tim Johnson    | Jure Zrimšek     | ni podatka    | Mapei–Quick-Step |
| 2              | Marko Žepič     | Marko Žepič     | Marko Žepič     | Aurélien Clerc | Jure Zrimšek     | Tim Johnson   | ni podatka       |
| 3              | Dean Podgornik  | Dean Podgornik  | ni podatka      | ni podatka     | ni podatka       | ni podatka    | Mapei–Quick-Step |
| 4              | Filippo Pozzato | Dean Podgornik  | ni podatka      | ni podatka     | ni podatka       | ni podatka    | Mapei–Quick-Step |
| 5              | Jevgenij Petrov | Jevgenij Petrov | Jevgenij Petrov | Dean Podgornik | Patrik Sinkewitz | Hannes Hempl  | Mapei–Quick-Step |
| 6              | Boštjan Mervar  | Jevgenij Petrov | ni podatka      | ni podatka     | ni podatka       | ni podatka    | Mapei–Quick-Step |
| 7              | Filippo Pozzato | Jevgenij Petrov | Jevgenij Petrov | Dean Podgornik | Patrik Sinkewitz | Hannes Hempel | Mapei–Quick-Step |
| Končni nosilci | Končni nosilci  | Jevgenij Petrov | Jevgenij Petrov | Dean Podgornik | Patrik Sinkewitz | Hannes Hempel | Mapei–Quick-Step |

## Končna razvrstitev
| Legenda | Legenda                      | Legenda | Legenda                          |
| ------- | ---------------------------- | ------- | -------------------------------- |
|         | Zmagovalec skupnega seštevka |         | Zmagovalec gorskih ciljev        |
|         | Zmagovalec po točkah         |         | Zmagovalec med mladimi kolesarji |
|         | Zmagovalec letečih ciljev    |         | Zmagovalec med ekipami           |

### Skupno
| Uvr. | Kolesar          | Ekipa                       | Čas         |
| ---- | ---------------- | --------------------------- | ----------- |
| 1    | Jevgenij Petrov  | Mapei-Quick Step Espoirs    | 24h 21' 21" |
| 2    | Dean Podgornik   | HiT Casino                  | + 34"       |
| 3    | Hannes Hempel    | Team Gericom Bikedrive      | + 1' 01"    |
| 4    | Massimo Demarin  | HiT Casino                  | + 1' 02"    |
| 5    | Jure Golčer      | Perutnina Ptuj-Krka Telekom | + 1' 12"    |
| 6    | Patrik Sinkewitz | Mapei-Quick Step Espoirs    | + 1' 22"    |
| 7    | Valter Bonča     | Perutnina Ptuj-Krka Telekom | + 1' 37"    |
| 8    | Tomaž Nose       | Krka Telekom                | + 1' 48"    |
| 9    | Alan Iacuone     | iTeamNova.com               | + 2' 08"    |
| 10   | Fraser McMaster  | Volksbank-Ideal             | + 2' 13"    |

### Po točkah
| Uvr. | Kolesar         | Ekipa                    | Točke |
| ---- | --------------- | ------------------------ | ----- |
| 1    | Jevgenij Petrov | Mapei-Quick Step Espoirs |       |

### Gorski cilji
| Uvr. | Kolesar        | Ekipa      | Točke |
| ---- | -------------- | ---------- | ----- |
| 1    | Dean Podgornik | Hit Casino |       |

### Mladi kolesarji
| Uvr. | Kolesar          | Ekipa                    | Čas         |
| ---- | ---------------- | ------------------------ | ----------- |
| 1    | Patrik Sinkewitz | Mapei-Quick Step Espoirs | 24h 22' 43" |
| 2    | Tomaž Nose       | Krka Telekom             | + 26"       |
| 3    | Gregor Gazvoda   | Perutnina Ptuj           | + 2' 55"    |

### Leteči cilji
| Uvr. | Kolesar       | Ekipa                  | Točke |
| ---- | ------------- | ---------------------- | ----- |
| 1    | Hannes Hempel | Team Gericom Bikedrive |       |

### Skupno
| Uvr. | Ekipa            | Čas |
| ---- | ---------------- | --- |
| 3    | Mapei–Quick-Step |     |